# Clear Vision
Clear Vision är samlingsnamnet på en serie spel för mobiltelefon utgivna av svenska spelutvecklaren Eldring Games och var under en period det mest nedladdade svenska mobilspelet i Appstore   . 
Spelen kretsar kring huvudpersonen Tyler som efter en rad motgångar i livet börjat arbeta som professionell hitman som främst utför sina uppdrag med Snipergevär. Som spelare får man fritt välja mellan en rad olika morduppdrag för att tjäna pengar. I takt med att man klararar av uppdragen kan man köpa mer kraftfulla vapen. Spelets berättarteknik använder sig av svart humor och satir.
Det första Clear Vision släpptes 2008 i formatet Adobe Flash då verksamheten hette Dpflashes Studios och har spelats över 100 miljoner gånger. 
Den första mobila versionen gick under namnet Clear Vision (17+) och släpptes av förläggaren FDG Entertainment.  

Eldring Games har därefter släppt ytterligare 3 mobila version av spelet för iOS & Android som har laddats ned över 35 miljoner gånger. Spelen i serien har fått ett genomsnittlig betyg på 4,6 och 1,6 miljoner recensioner.

## Versioner
- Clear Vision 1-4, 2008- 2011 (Adobe Flash)
- Clear Vision (17+), 2012 (iOS & Android)
- Clear Vision 2, 2013 (iOS & Android)
- Clear Vision 3, 2014 (iOS & Android)
- Clear Vision 4, 2018 (iOS & Android)